# Eurodance
El término eurodance (también eurohouse, eurotechno, euro-NRG o simplemente euro) suele utilizarse, en general, para aglutinar los diferentes estilos de música electrónica de baile creada en Europa (más específicamente en Italia) a finales de los años 1980, llegando a la cima de popularidad a nivel mundial durante toda la década de 1990 y principios de los años 2000. Combina muchos elementos del new beat con los títulos Cocaïne de The Maxx publicado en 1988, The Sound Of C de Confetti's lanzado en 1988, Belgian Musictrain de Cold Sensation lanzado en 1989, house, techno, hi-NRG (especialmente eurobeat) y eurodisco. En otros continentes, influenciados por este género musical, aparecieron escenas locales con elementos euro.
El eurodance ha sido catalogado como el estilo más comercial dentro de la música electrónica durante la década de 1990 ya que el uso de las tecnologías de la comunicación fueron las que le ayudaron al estilo a tener más seguidores a nivel mundial y ser muy aceptado por la sociedad de la década de los noventa.
El término "eurodance" se asoció gradualmente con un específico estilo de música dance de Europa. Durante sus años de oro, en los mediados de los 90, también se le refirió como "Euro-NRG"; en Europa es comúnmente llamado "Dancefloor" o simplemente Dance.
Mientras que fuera de Europa se ha utilizado una definición mucho más amplia de lo que se considera "Eurodance", originalmente el término se usó en particular durante los años 1990s para identificar un género de melodía energérica que incluía un cantante solista o un dúo entre un rapero y una cantante, mientras que el término Eurohouse se asoció más a un estilo más cercano al house y al garage americanos que al Hi-NRG como "I'm gonna get you" de Bizarre Inc. (1992) o "Freed from desire" de Gala (1996).

## Características de la música eurodance
La mayoría de la música eurodance se caracteriza por riffs de sintetizador, voces femeninas o masculinas con estribillo simple, partes de rap masculino, samples y fuertes beats. A veces con voz femenina o masculina cantando a lo largo de toda la canción sin rap.

### Voces
El eurodance suele ser muy positivo y optimista, las letras a menudo implican cuestiones de amor y de paz, baile y fiesta, o expresar emociones y superar situaciones difíciles. En los principios y mediados de 1990, las voces se hicieron frecuentemente por un cantante solista o un dúo mixto entre un rapero y un cantante.
Muchos proyectos utilizan variaciones del tema rapero y cantante, como un rapero alemán con cantantes estadounidenses (Real McCoy), o el uso de rap reggae como en Ice MC y Fun Factory, o scat como Scatman John. Artistas solistas como Alexia, Tess, Whigfield y Double You también contribuyeron al género.
Las letras casi siempre se cantan en inglés, independientemente de las nacionalidades del artista. Sin embargo, algunos artistas lanzaban sus canciones en inglés y en sus lenguas nativas como Asap de España.

### Rap / Techno / Trance
Los versos de rap han sido uno de los principales elementos distintivos del eurodance. Mientras el eurodance hace uso de la voz rap, que no contiene los temas líricos de rap gangster, ni tampoco sigue muchos de los convenios instrumentales de la música rap, como rayar tocadiscos o líneas de bajo pesadas. Sin embargo, sí se centran en la bailabilidad similar a la música funk, que es una base fundamental para el género hip hop desde que muchas canciones de ese género tomaron muestras de los artistas de hip hop.
El eurodance, sin embargo, ha servido para popularizar la música rap en Europa. Mientras que el rap se había realizado en el Viejo Continente por lo menos desde el álbum Einzelhaft de Falco (1982), la variedad estadounidense sólo ganó una aceptación más generalizada cuando Technotronic aterrizó con su enorme éxito Pump Up the Jam, seguido por Snap!. La combinación de la música house con vocales de rap en general llegó a ser conocido como hip house o house rap.
En la actualidad el rapero Flo Rida está altamente influenciado por el eurodance.

### Percusión
Casi todo el eurodance destaca la percusión y el ritmo. La percusión eurodance es generalmente un "kick" con algunas variaciones sobre un ritmo 4/4. Mientras que la percusión se hace siempre por los sintetizadores, es un sonido más típico de la música de baile y no el sonido "beat box" típico de la música rap. El tempo es típicamente alrededor de 140 beats por minuto, pero puede variar desde 110 hasta 150 BPM.

### Melodía
La mayoría de la música eurodance es también una melodía de motor. A diferencia de la mayoría de la música popular que se suele escribir en las claves principales, la mayoría de las canciones de eurodance son en tonos menores. Esto, junto con letras positivas, ayuda a contribuir a todo el sonido potente y emocional de Eurodance. Además de la contribución de la voz femenina, a menudo hay un notable uso de arpegios de sintetizadores rápidos. Esta es una característica muy distintiva del eurodance que la separa del Hi-NRG disco. El sintetizador de frecuencia tiene un piano o un órgano, pero a veces imita a otros instrumentos, como el calíope (por ejemplo, Touch the Sky de Cartouche). A menudo hay un riff corto y repetitivo, mientras que otras veces hay un tour de force conjunto de sintetizadores (por ejemplo, Close to You de Fun Factory). Algunas canciones tienen un segundo ciclo de riff entre los versos.

## Características de las bandas y los negocios
El eurodance es ampliamente comercializado. Algunos productores, como Max Martin o Pignagnoli Larry, han logrado decenas de bandas. De miles de discos editados, sólo unas pocas bandas han existido en la corriente principal de más de dos registros. Muchos conciertos, como los de Captain Jack y Jonny Jakobsen (Dr. Bombay), tenían una humorística imagen cuidadosamente planeada. Un grupo llamado E-rotic recibía atención con letras sexualmente provocativas y vídeos musicales.
Mientras los sencillos del eurodance regularmente recibían la categoría oro, platino o multiplatino, ha sido más difícil conseguir un álbum de larga duración para llegar al mismo nivel de éxito. Los problemas típicos citados incluyen el álbum como un todo, no a la fuerza de los sencillos, los artistas no son lo suficientemente carismáticos como para mantener la atención de millones de personas más allá de una o dos canciones, o la promoción débil del resto del álbum después de los sencillos que se han convertido en éxitos.

## Historia
El Hi-NRG se inició en el Reino Unido y Estados Unidos de forma underground a finales de los 1970s, siendo una forma más rápida y electrónica de la música disco, después que la música disco había perdido el renombre. El italo disco y su posterior evolución a mediados de los 1980s, el eurobeat, son vástagos de la versión europea del Hi-NRG, llamado space disco. A finales de los años 1980, el Hi-NRG fue asociado a los productores británicos Stock, Aitken y Waterman, y junto al eurobeat dominaron la escena europea. La llegada del house junto a sus variante acid house y hip house comenzarían a modificar las estructuras musicales de los productores europeos.
El 'eurodance' o 'eurohouse' primigenio es una fusión de estos estilos de música, house o hip House con Hi-NRG (variante de la música eurodisco).

### Los primeros años 1987/92

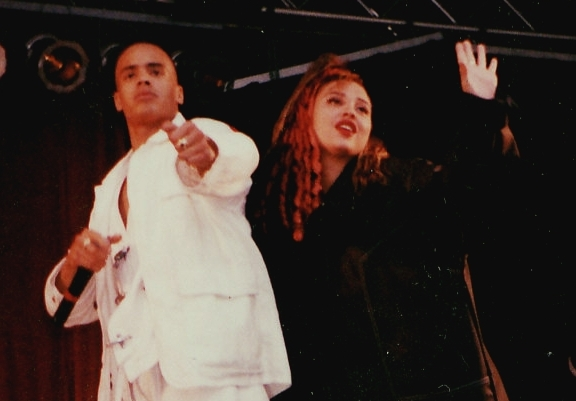
2 Unlimited, conjunto holandés de Eurodance creado durante la década de 1990.

Inicialmente, las primeras producciones de música electrónica de baile derivadas de la fusión de la música europea establecida a finales de los 1980s y de las corrientes estadounidenses, primero el house y poco después el techno, fueron más afines al sonido house.
En 1987 la música house, también un género underground en Estados Unidos, llegó al Reino Unido y Europa continental dando origen a la variante denominada retrospectivamente, euro house. En ese año aparecieron los temas '"Pump up the volume" de MARRS en Gran Bretaña, y "Bauhaus" del proyecto italiano Cappella, ambos con fuerte influencia del acid house, pero el tema de Cappella con unos riffs de piano que fueron el sello de identidad del estilo italiano de Eurohouse hasta 1993, el italo house. 
En 1988 el eurohouse se extiende. Comienzan a realizarse producciones Hi-NRG con influencia Acid house, como "The only way is up" de Yazz e incluso artistas dance pop como Samantha Fox realizan incursiones en el género con temas como "Love house". A finales de año surge el New beat como fusión del Acid house y el recién llegado Techno, con temas como "The sound of C" de Confetti's o "Ibiza" de Amnesia.
En 1989 aparecen más modalidades de eurohouse. Se fusiona el hip house con el techno apareciendo los primeros temas del denominado technodance con "Pump up the jam" de Technotronic, a la par de los primeros éxitos internacionales del Italo house con "Ride on time" de Black box. En 1989 el balearic beat comienza a tomar identidad propia produciendo algunos temas como una variante local de italo house con artistas locales como Locomía con su tema homónimo. Por otra parte, el hip house comienza a ser producido en Europa con Mister Mixi & Skinny Scotty ("I Can Handle It")' y Ice MC ("Easy") con rapeo o Jam Tronik ("Another Day In Paradise") cantada pero manteniendo el ritmo hip house.
Para 1990 el Technodance sigue cosechando éxitos de la mano de Technotronic ("Get up", "This beat is Technotronic", "Rockin' over the beat" y "Move this") y aparecen más grupos del mismo estilo como Snap! que también consigue notables producciones como "The power" o "Cult of Snap!". El italo house por su parte también prosigue con éxitos como 49ers ("Touch me"), FPI Projects ("Going back to my roots" y "Risky"). De estilo hip house, aparte de Ice MC ("OK Corral" y "Cinema"), también tienen éxito Real McCoy ("It's on you"), Nomad ("Devotion") y Twenty 4 Seven ( "I Can't Stand It"). Aparecen más artistas con elementos fusionados de varias escenas como Cartouche ("Feel the groove") o Hypnoteck ("Ready or not"), y el balearic beat adquiere cierta relevancia con artistas como Nekuams ("Baila morena), Bravo DJ ("Difacil rap"), Crazy Eddy ("Nena de Ibiza") o Mystic ("Ritmo de la noche").
En 1991 comienza el sonido 'eurodance' diferenciado del 'eurohouse'. Se originó una escena derivada del acid house y del techno en Alemania y Benelux retrospectivamente llamado "Old School" hardcore techno o Rave music, influyendo en los grupos 'dance' que toman elementos de ese sonido muy energético y mayor velocidad (BPM), manteniendo la estructura del rapeo del 'technodance', y van dando la forma 'eurodance' de dúo vocal de rapero con cantante femenina, como 2 Unlimited ("Get ready for this" y "Twilight zone") o 2 Brothers On The 4th Floor ("Can't Help Myself"). El éxito de esta línea energètica se expandió por Europa, en Gran Bretaña Bizarre Inc. consigue éxitos notables con ("Playing with knives" y "Such a feeling") y en Italia también con algunas producciones italo house como Cappella ("Everybody") o Antico ("We Need Freedom"), aunque también hay proyectos que mantienen el estilo italo house con éxito, como Jinny ("Keep warm") o Dynamic Noise ("Do You Feel Alright?"). Por otra parte, en el Reino Unido también empiezan a aparecer temas que empiezan a sintetizar los distintos elementos presentes hasta el momento mostrando un sonido energètico más melódico y con voces estilo 'Hi-NRG' como "Everybody's free" de Rozalla.
1992 fue una continuación de los estilos iniciados en año anterior. El 'eurodance' más energético prosiguió con 2 Unlimited ("Twilight Zone", "Workaholic" y "The magic friend"), ASAP ("Ke no pare", "Bahía" y "Muévelo"), Captain Hollywood Project ("More And More"),
Snap! ("Rythm is a dancer" y "Exterminate"), Felix ("Don´t you want me"), Bass Bumpers ("The music's got me"), Dr. Alban ("It's my life"), Cappella ("U Got 2 Know") o Leila K. ("Open Sesame"), entre otros. El italo house empezó una época de múltiples versiones de hits de música pop y rock de décadas pasadas destacando a Double You ("Please don't go") o CO.RO. feat. Taleesa ("Because the night"), tema este último, con tendencia a elementos melódicos y `Hi-NRG' más cercanos al concepto 'eurodance', al igual que varios sencillos más de Rozalla ("Faith" y "Are You Ready To Fly?") o AB Logic ("AB Logic"). Aparece una línea 'eurohouse' con elementos más similares al garage o al trance como Bizarre Inc. ("I'm Gonna Get You ") o The Golden Girls ("Kinetic") respectivamente.

### Eurodance Clásico (1993/96)

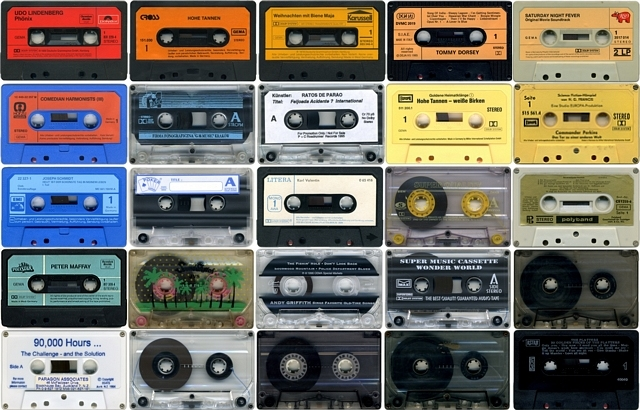
La cinta de casete se considera un símbolo del Eurodance, especialmente en los años 90.

La música eurodance alcanza su cénit en estos años, con melodías muy energéticas , con dúos rapeando o cantadas. La velocidad oscila entre 135 y 145 BPM. Hay una gran diversidad de escenas y una gran creatividad alcanzando grandes cotas de reconocimiento en el entorno dance.
A lo largo del año 1993 se multiplica el éxito del 'eurodance'. Los temas son indistintamente rapeados, cantados o instrumentales, 2 Unlimited ("No limit", "Tribal dance", "Faces" y "Maximum overdrive"), Culture Beat ("Mr Vain" o "Got To Get It"), Melodie MC ("Dum Da Dum"), DJ Bobo ("Somebody Dance With Me") , Ava & Stone ("Bye Baby"), Twenty 4 Seven ("Slave To The Music"), Dr. Alban ("Sing Hallelujah") Dr. DJ Cerla ("Róterdam '93"), Ice MC ("Take away the colour"), Maxx ("Get-A-Way") o Haddaway ("What is love") y los proyectos italianos Cappella ("You got 2 know"), CO. RO. feat. Taleesa ("There's something going on" y "A brighter day"), Corona (The rythm of the night"), Emotional G ("Toffee") a los que se les empieza a denominar italo dance. Ace of Base aparece con una variante 'eurodance' con reggae fusion con gran éxito ("All that's she wants" y "The sign") y en una línea más 'pop' comienzan a despuntar artistas, como Wighfield ("Saturday night") o Cut'n'Move ("Give it up"), que años más tarde darían lugar al bubblegum dance. 
Para 1994 los DJs también comienzan a realizar proyectos, sumándose a los productores y discográficas por lo que aparecen ya multitud de producciones eurodance, 2 Unlimited ("Let The Beat Control Your Body", "The real thing" y "No one"), Ice MC ("Think About The Way" y "It's a rainy day")), La Bouche ("Sweet dreams"), Prince Ital Joe Feat. Marky Mark ("Happy People"), Playahitty ("The Summer Is Magic"), Mo-Do ("Eins, Zwei, Polizei"), Sensity World ("Joey") o Double Vision ("Unsafe Building" y "Knocking"), Da Blitz ("Let Me Be"), 2 Brothers On The 4th Floor ("Dreams (Will Come Alive)"), Black & White ("Do You Know"), Anita Adams ("Got To Feel Good"), Nicki French ("Total eclipse of the heart"), y las producciones italianas a las que se les empieza a denominar italo dance como D.U.E. ("Under The Same Sun"), Digilove ("Touch me"), G.E.M. ("I Feel You Tonight"), Housecream ("Get Me Into Your Heart"), Double You ("Heart Of Glass"), Cappella ("Move On Baby" y "U & Me"), J.K. ("Beat it"), Taleesa ("I Found Luv"), Netzwerk ("Passion"), CO.RO. Featuring Lyen ("Run Away"), Savage ("Don't You Want Me"), Fourteen 14 ("Don't leave me"), Pharao ("I Show You Secrets"), entre muchos otros. 
Ese año empiezan a incorporarse elementos trance en proyectos como Cabballero con "Hymn" o Gregory con "World Of Dreams", que poco a poco se hicieron más habituales hasta, finalmente años más tarde, sustituir la melodía sintetizada del 'eurodance' para pasar a ser denominada eurotrance. La escena 'eurohouse', menos energética y con ritmos algo más moderados (125-130 BPM) queda relegada a un segundo plano, aunque hay también artistas con éxito Alex Party ("Read my lips") o Nightcrawlers ("Push The Feeling On"). 
En 1995 se mantuvo la línea principal de 'eurodance' e 'italo dance' con Taleesa ("Burning up" y "Let me be"), CO.RO. Featuring Lyen ("life on Mars?"), Nicki French ("Did You Ever Really Love Me?"), John Scatman ("Scatman" y "Scatman world"), Alexia ("Me And You"), Double You ("Dancing with an angel" y "Because I'm Loving You"), J.K. ("You & I" y "My radio"), G.E.M. ("I wanna fly"), Corona ("Baby Baby", "I don't wanna be star" y "Try me out"), Netzwerk ("Memories") 2 Unlimited ("Here I Go" y "Do What's Good For Me"), 2 Fabiola ("Play this song" y "Lift U up"), Bass Bumpers ("Keep On Pushing") o Sensity World ("Get It Up") pero con un incremento de temas con algún elemento trance como Heartclub Feat. Pete ("Stay Another Day") o DJ Tururu ("Countdown"). También aparece un estilo a mitad de camino con el happy hardcore como DJ Cerla ("Everybody Pom Pom!" y "Wonder") y New Limit ("Smile" y "Scream"). En cuanto al estilo 'eurohouse' Alex Party ("Wrap Me Up"), Princess Paragon ("A Girl Like You"), Royal T ("Baby Don't Cha Leave Me This Way"), Heller And Farley Project ("Ultra Flava") o, con una línea premonitoria de un futuro pico exitoso hacia 1999 del denominado disco house, N-Trance ("Stayin' Alive").
El año 1996 marca el declive del sonido clásico 'eurodance' que comienza a dar síntomas de agotamiento por un exceso de proyectos con mucho cover y poco imaginativo, además otros géneros como el dream trance alzanza un éxito significativo. Aunque aún hay algunos éxitos destacados Alexia ("Summer Is Crazy" y "Number one"), Captain Jack ("Captain Jack" y "Drill instructor"), Robin ("Juliet"), Good Boys ("Save Your Love"), 2 Fabiola (I'm on fire"), aparecen cada vez más temas con fusiones como happy hardcore con Speed Limit ("Paradise" y "Don´t give me up"), New Limit ("In my heart" y "Lies"), o con elementos 'trance' con DJ Sammy ("Life Is Just A Game" y "You're My Angel") o también hacia unos sonidos menos energéticos reabriendo el camino al estilo 'eurohouse' de The Lisa Marie Experience ("Keep On Jumpin'"), Justine Earp ("Oh-La-La-La "), Gala ("Freed From Desire") o Rene & Peran ("Give It To Me"), y continúa la evolución hacia melodías más pop como St. Etien ("He's On The Phone"), P-5 ("Happy Sad"), Whigfield ("Sexy Eyes"), Crush ("Jellyhead") que culmina con la llegada del bubblegum con Sqeezer ("Sweet kisses" y "Blue jeans").

### Bubblegum, Nu-Italo y Eurohouse (1997/2001)
Es una época de cambio, tras la desintegración del eurodance clásico se diversifica mucho el espectro musical donde los elementos trance y bubblegum empiezan a tener más relevancia.
En 1997 aparece fugazmente el Pizzicato, con el bajo en contrapunto con el bombo, mayor tendencia a los temas instrumentales (las secciones rapeadas prácticamente desaparecen) y la velocidad bajando a 130-135 bpm, Red 5 ("Lift Me Up"), Sash ("Encore Une Fois", "Ecuador" y "Stay"), Milk Inc. (La Vache") o Brooklyn Bounce ("Take A Ride"), entre otros. El estilo 'eurohouse' va adquiriendo preponderancia con nuevos proyectos exitosos 2 Eivissa ("Oh La La La"), Gala ("Let A Boy Cry" y "Come Into My Life"). El bubblegum dance se afianza con nuevos grupos como Aqua ("Barbie girl", "Dr. Jones" y "My oh my") y los sonidos más 'pop' también mantienen una buena cuota de audiencia con versiones de éxitos del momento de Spice Girls, Nek o Backstreet's Boys. 
En 1998 el estilo 'eurohouse' afianza su posición preponderante incorporando artistas reconvertidos del 'eurodance' clásico como 2 Unlimited ("Wanna Get Up" y "Never surrender") o Culture Beat ("Pay No Mind"), o añadiendo elementos de diferentes estilos, como italo dance con Alexia ("Gimme love"), Corona ("Walking on music"), Gala ("Suddenly") o Jhava ("Don't Tell Me Lies") e incluso pizzicato iniciando el camino hacia el eurotrance, con temas de Alexia ("The music I like"), Now! ("Let's Make Love"), Koala ("Australia" e "Indian spirits"), Sash! ("La Primavera") o B.B Team ("The Ibiza's Angel") entre otros. Aparece una variante del italo dance denominada nu italo con Neja ("Restless") y Gigi D'Agostino. El bubblegum dance obtiene más éxitos internacionales con Vengaboys ("Up & down" , "We like to party" y "Boom boom boom boom"). Los sonidos más 'pop' continúan manteniendo una cuota de audiencia con versiones de artistas del mainstream del pop e incluso Madonna con su álbum Ray of Light comienza a introducir elementos eurodance o incluso trance en algunos temas, abriendo el camino hacia el mainstream de la música dance. También comienza a darse una variante con temas de la época disco de finales de los 1970s Mousse T. ("Horny 98"), Cher ("Believe") o The Tamperer Feat. Maya ("Feel It").
1999 es el año del nu italo. Múltiples artistas italianos del italo dance comienzan a desarrollar este nuevo estilo con aires italo disco y ritmo más lento, similar al estilo 'eurohouse'. Gigi D'Agostino ("Bla bla bla", "L'amour toujours", "La passion" y "The riddle") y Eiffel 65 ("Blue" y "Move Your Body") son sus máximos exponentes. Por otro lado el estilo 'eurohouse' se encamina más a la inclusión de elementos 'trance' influido por el ya exitoso Euro trance con artistas como Alice Deejay ("Better off alone") o Floorfilla ("Anthem #2"). También el pop electrónico se encamina más a sonidos eurodance con Pet Shop Boys ("New York City boy"), Roxette ("Stars") o la ex Spice Girl Geri Halliwell ("Lift Me Up"). El bubblegum dance empieza su declive, aunque continúa con algunos éxitos de Aqua ("Cartoon heroes" y "All around the world") o Vengaboys ("Kiss") que también lanzan algún sencillo 'reggae fusion' ("We're going to Ibiza").
Para el año 2000 el eurotrance es un éxito rotundo en Europa con elementos del 'eurohouse' en sus temas como La Luna ("Take me" y "When the morning comes") ATC ("Around the world") o Milk Inc. ("Walk on water" y "Land of the living") y ya con más estilo 'eurohouse' Alice Deejay ("Will I Ever"), Gitta ("No More Turning Back!!") o 2 Eivissa ("Viva La Fiesta" y "I Wanna Be Your Toy"). Solo el nu italo mantiene artistas como Gigi D'Agostino ("Another Way"), Floorfilla ("Anthem #4") o Morgana ("A sign"). Otros géneros, como el French house y el dance pop, también consiguen que muchos temas copen las listas de éxitos de música electrónica de baile.

### El legado del eurodance (desde 2002)
En 2001 el sonido eurotrance toma más elementos trance revitalizando el vocal trance. El dance pop proveniente de EE. UU. con elementos del 'eurodance' adquiere más popularidad a nivel planetario provocando el declive del sonido 'eurodance' que aún se mantinene pero reduciéndose poco a poco a ámbitos regionales. Grupos como Basic Element (activo en la década de 1990 también), Alcazar, Scooter, Ian Van Dahl, (ahora AnnaGrace), Basshunter, Cascada, Bob Sinclar, Milk Inc., Merzedes Club, Infernal, Special D, Groove Coverage, Santamaría, Sylver, Danijay, Eiffel 65, Colonia, y solistas como Madonna ("Hung Up"), Kate Ryan, Zeta Luca, Gabry Ponte, DJ Alligator, Svavarsson Mani, Lucas Prata y O-Zone, representan algunos de los mejores artistas y grupos de una especie de "segunda generación" 'eurodance' de fusiones de estilos variopintos que van desde el trance, nu italo, electro, pop o italo disco, con una base 'eurohouse' . La mayoría de ellos publicaron sencillos o álbumes en Estados Unidos.
El interés por el eurodance se reavivó a nivel mundial a finales de la década del 2000, y esta vez el regreso fue ayudado en gran medida por intereses a través de la música y sitios web de vídeo, que incluye un apoyo importante de intercambio de medios de comunicación y sitios de redes en línea. Algunos músicos con sede en EE. UU. de esos años están fuertemente influenciados por el 'eurodance', prominentemente Lady Gaga, abiertamente influenciada por Ace of Base y otros artistas de las décadas de los ochenta y noventa.
Desde 2010 en adelante sólo unos pocos artistas pueden ser categorizados como 'eurodance'. Uno de los grupos más populares de la década de 2000, Cascada, se desplazó hacia el 'electro' con su álbum de 2011, "Original Me". Otros artistas con una historia similar son Bob Sinclar y Basshunter.
El segundo álbum de Flo Rida, R.O.O.T.S., está altamente influenciado por el género 'eurodance', un cambio en su estilo ya que en sus inicios el rapero era considerado como rap/hip hop con una ligera cercanía al 'dance', al haber usado muestras de Eiffel 65 y Dead or Alive.
En 2010 se anunció que David Guetta se había convertido en el artista más descargado de todos los tiempos (en lo que se refiere a eurodance) de acuerdo con Ovi Music Store de Nokia, pasando por encima de Cascada y Basshunter. La Roux y Calvin Harris son otros que figuraban en la lista.
Desde entonces, el 'eurodance' vive de viejos éxitos y remezclas.

## Notables artistas de Eurodance

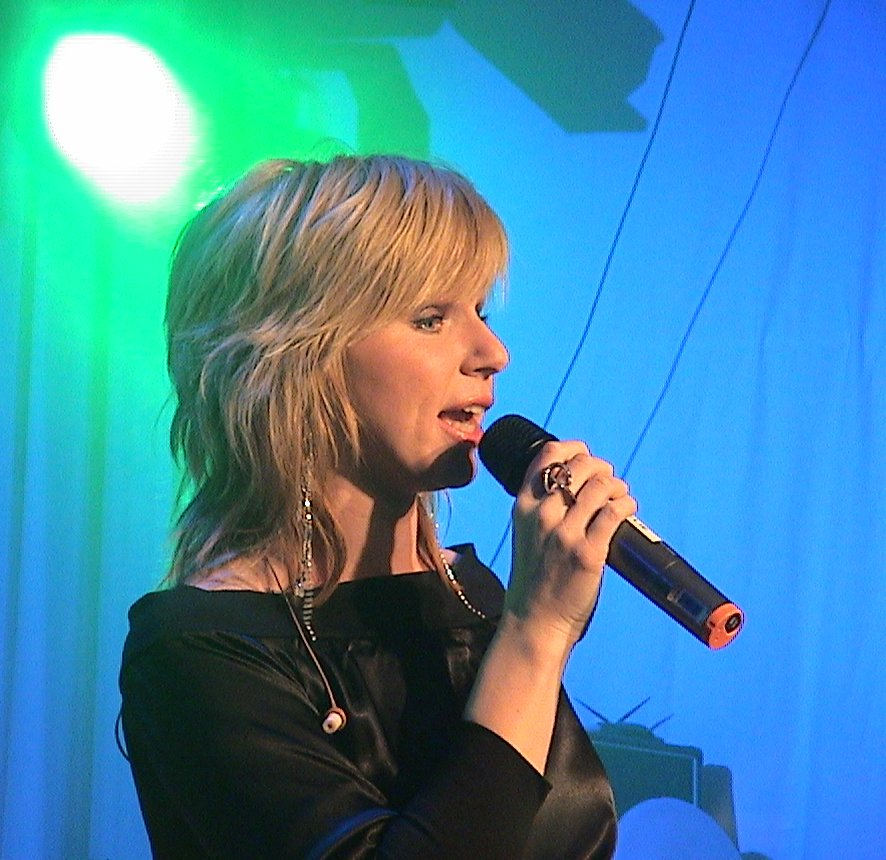
Pandora en Karlstad, Suecia, en 2004

Algunos ejemplos de artistas del eurodance "original" son: 2 Brothers On The 4th Floor, el grupo belga-neerlandés 2 Unlimited, el grupo sueco Alcazar, Alexia, Bad Boys Blue, Cappella, Captain Hollywood Project, Centory, Corona, Culture Beat, Dee Monk, Double You, DJ Bobo, Dr. Alban, E-rotic, E-Type, el grupo italiano Eiffel 65, Electro Team, First Base, Fun Factory, Ice MC, Imperio, Indra, el grupo danés Infernal, el grupo alemán La Bouche, Lobby, Le Click, French Affair, Masterboy, Maxx, Paradisio, Playahitty, Real McCoy, el grupo portugués Santamaria, Snap!, Tina Cousins, Vengaboys, Whigfield o los españoles Blue 4 U, Rebeca, KU Minerva, Kriss y New Limit.
Estas bandas incluyen el énfasis del combo entre el coro femenino y el rapeo masculino, inclinándose directamente en el resurgimiento del dúo. Cada grupo contó con su propio sonido característico, personaje, imágenes visuales y el enfoque vocal.
Los solistas que realizaron eurodance fueron Amber y Haddaway. Rozalla apoyó a Michael Jackson durante su gira europea "Dangerous". En 1994, Amber hizo historia convirtiéndose en la primera cantante en la historia de eurodance en firmar con un sello como solista, no es una cantante que está vinculada a un productor.
Actualmente el eurodance original ya no se realiza (existen grupos menores que intentan seguir con el estilo antiguo pero no traen nada original o nuevo en consecuencia logrando nada) y su sonido ha evolucionado combinándose con electro y pop. La nueva generación de artistas con denominación de eurodance, por los beats rápidos o fuertes, uso de sintetizadores, o el uso de voces, que disfrutan de éxitos mundiales, son los suecos Günther, Basshunter, el suizo DJ Antoine, el grupo alemán Cascada, el francés Bob Sinclar, el proyecto belga AnnaGrace y la rumana Inna. El éxito conseguido dentro y fuera de su país, incluye entrar en el mercado estadounidense. Todos lograron entrar en la lista Billboard de Estados Unidos y ubicar como mínimo una canción en el top.

En 2012 diversos artistas estadounidenses, como Nicki Minaj y Usher, optaron por dejar de lado su género original para realizar éxitos con tendencia al eurodance (beats más fuertes, rapeo, sintetizadores), debido al éxito del género de diversos artistas europeos.

## Clasificación
Retrospectivamente, la música Eurodance se ha dividido en varias categorías:
- Eurodance clásico (1991/96) - A menudo con una vocalista femenina y un rapero masculino con la producción de discográficas o dj's. Esto incluye arreglos de sonido, detalles de producción, sintetizadores, líneas de bajo y únicos para la década de 1990 y mediados, y está fuertemente favorecida por aquellos que eran fanes de Eurodance durante ese tiempo.

- Bubblegum dance (1996/2001) - Esencialmente, la versión danesa de Eurodance bubblegum pop. Mientras que el estilo instrumental es similar al Eurodance "clásico", las letras tienden hacia un tipo de humor muy diferente al humor empleado en las típicas letras de las canciones 'disco'. Los temas tienden a ser cosas tales como juguetes, dibujos animados o videojuegos, con doble sentido y motivos de cuento de hadas[39] (por ejemplo, Barbie Girl de Aqua). El Bubblegum puede utilizar un coro o un rapero, un cantante a dúo masculino/femenino, aunque no tiende a hacer uso de los raperos estadounidenses como hace el Eurodance clásico. El éxito global del 2012 'Call me maybe' de la canadiense Carly Rae Jepsen tenía una influencia de este estilo acompañada de un divertido video.

- Italo dance (1999/2003) - La primera época forma parte del 'eurodance clásico' para luego pasar a tener melodías y velocidad que recuerdan al italo disco a finales de los 1990's denominándose nu-italo,[40] e incluso combinándose con el hardstyle dando lugar al lento violento.[41]

## Otros estilos afines e influyentes
- Synth pop. Este estilo surgió durante la década de 1970. Su subgénero, el electropop o tecno-pop, es un tipo de música de baile con sintetizador futurista y una estética más ligera parecida a la new wave, pioneros en electro pero con un simple pop/rock de plantilla centrado a menudo en torno a una parte vocal. El synth pop perdió su popularidad en el mainstream en la década de 1990 en favor del dance pop, pero nunca ha estado inactivo. Tuvo un resurgimiento importante en la década del 2000 (la mayoría de artistas de esos años tenían una clara influencia de los orígenes del estilo, como Lady Gaga o Selena Gomez entre muchas otras).

- Europop. La música popular relacionada con dance-pop con elementos de eurodance clásico o trance, pero no es muy parecido a uno u otro. Coro y verso con estructura predominante. Casi siempre melodías pegadizas sin cesar e infecciosas, sintetizadores y beats.